# Point Hannah

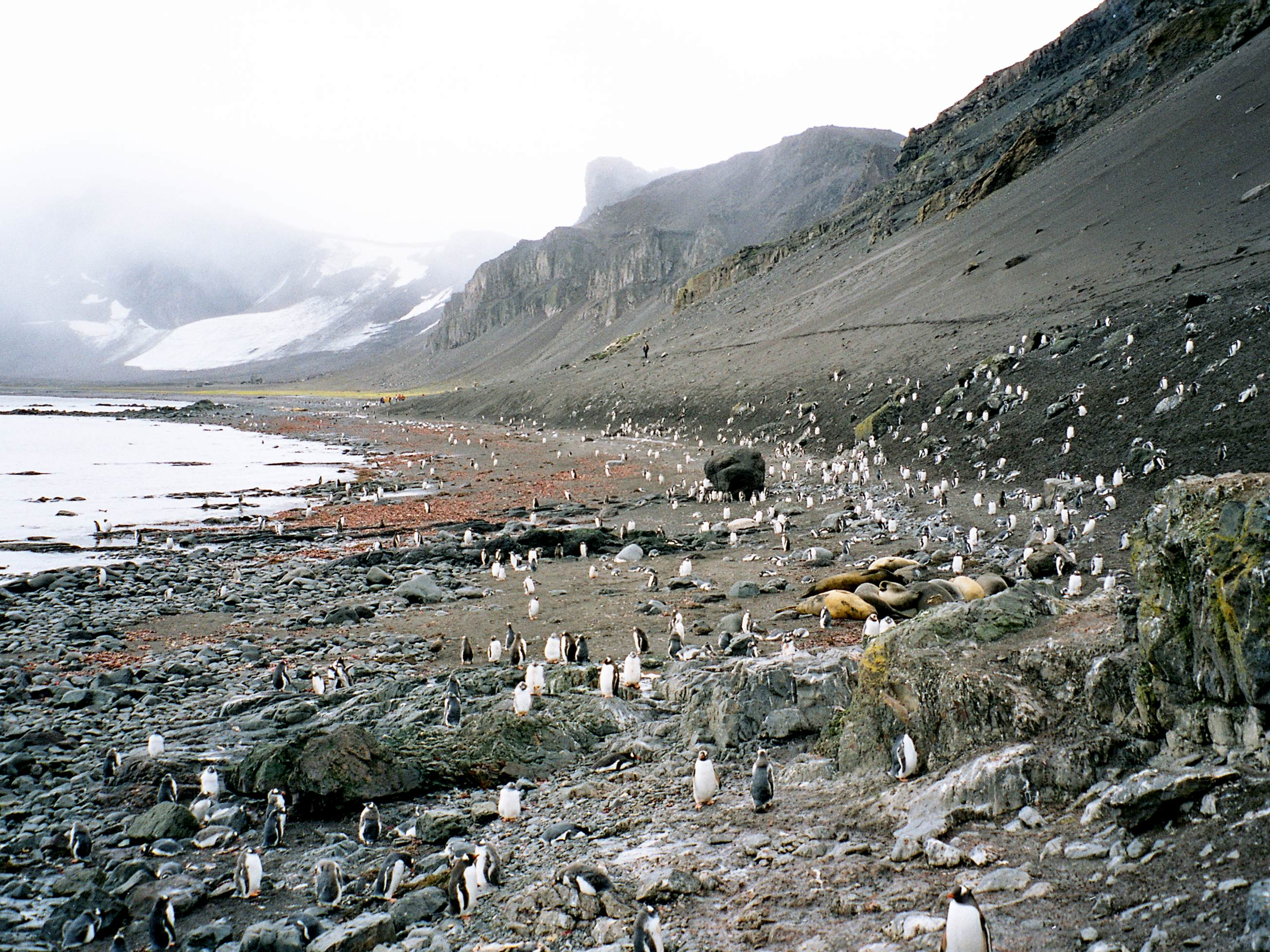
Colonie de gorfous à Point Hannah.

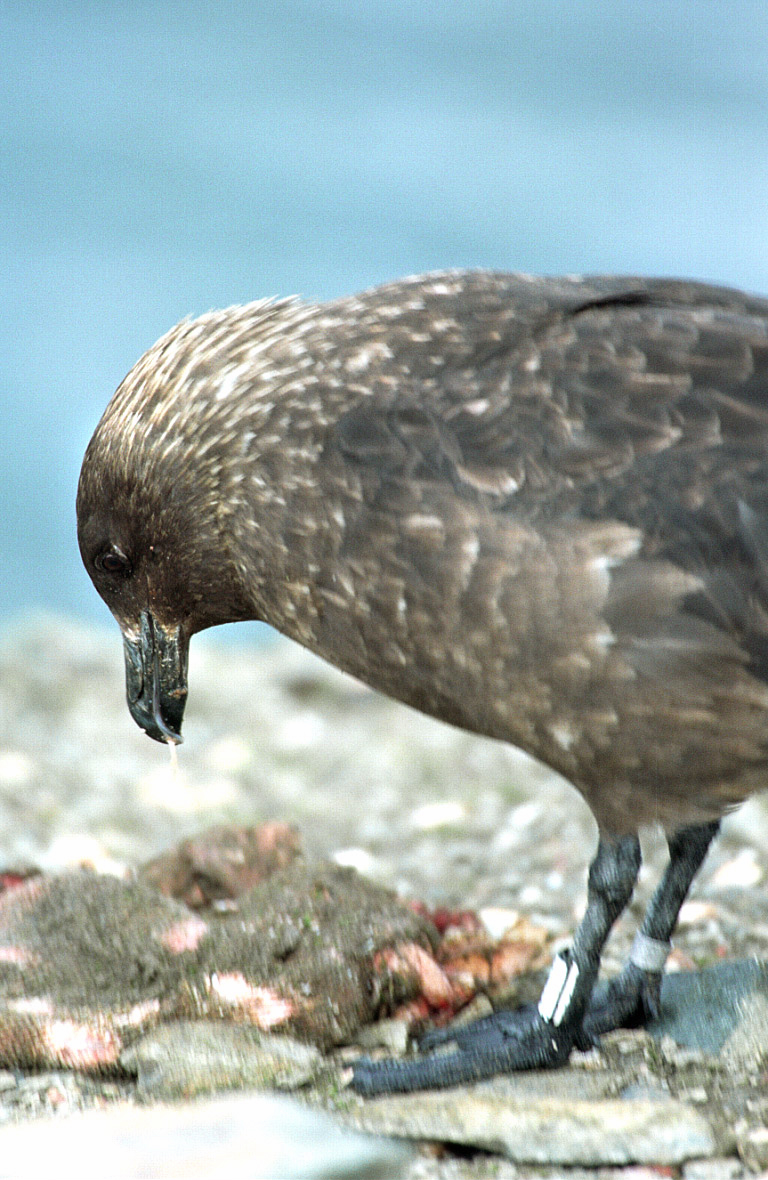
Skua photographié à Point Hannah.

Point Hannah est une péninsule située au sud de l'île Livingston, dans les Îles Shetland du Sud. Elle doit son nom à un bateau qui y a fait naufrage en 1820.

## Topographie
Point Hannah se caractérise par un rivage étroit surplombé de falaises de haute taille (jusqu'à 50 m au-dessus du niveau de la mer).

## Faune
Point Hannah abrite une grande variété d'espèces représentatives de la faune antarctique : des manchots d’Adélie, des papous à jugulaire, des gorfous (aussi appelés macaronis), des éléphants de mer, des loutres, des pétrels, des albatros, des chionis, des sternes, des cormoran, etc. On y trouve aussi de nombreux os de baleines.

## Tourisme
Le site est fréquenté par de nombreux bateaux touristiques qui font de Point Hannah une destination habituelle des touristes antarctiques. En raison de la spécificité des lieux, un bateau à la fois peut y aborder et un maximum de cent visiteurs à la fois est autorisé. L'accès se fait par une plage de galets au nord de la péninsule. Plus au nord, un autre point d'abordage est permis, par beau temps uniquement. Il s'agit d'une zone ouverte dénommée Walker Bay.